# Савин, Константин Николаевич
Константин Николаевич Савин (14 сентября 1978, г. Хабаровск, Хабаровский край) — российский композитор.

## Биография
Родился Савин Константин в Хабаровске, где проживает по сей день. С десяти лет учился в музыкальной школе по классу баяна. Потом получил средне-специальное образование в местном Колледже Искусств, где обучался по классу балалайки и высшее образование в Хабаровском институте искусств и культуры. Сочинением музыки начал заниматься ещё в раннем возрасте, но серьёзно подошёл к этому занятию только во время обучения на старших курсах в колледже искусств, когда дополнительно начал заниматься у преподавателя по композиции, члена Союза Композиторов С. Москаева.
По окончании института работал в Хабаровской филармонии как профессиональный балалаечник, гастролировал с известным в то время в Хабаровском крае ансамблем народных инструментов «Хабар-квинтет».
Помимо симфонической музыки сочиняет песни, которые звучат на дальневосточных радиостанциях и исполняются различными творческими коллективами.

## Известность
Стал известен после исполнения одного из своих произведений — «Симфонической сюиты на темы песен гр. Агата Кристи» — летом 2010 года, на фестивале отечественной рок-музыки «Нашествие». Симфоническая сюита прозвучала в исполнении большого состава Московского симфонического оркестра «Глобалис».
Примечательно, что исполнение этого произведения на фестивале совпало с последним выступлением в истории существования легендарной рок-группы «Агата Кристи» — это и был один из сюрпризов, которые группа ранее обещала своим поклонникам. Выступление симфонического оркестра проходило на главной сцене и сопровождалось лазерным шоу.
В одном из интервью «Нашему Радио» участник группы «Агата Кристи» В. Самойлов выразил своё мнение о «Симфонической сюите» и рассказал краткую историю её появления:
«Нам всегда хотелось чего-то особенного, и это особенное само к нам и пришло, — делится подробностями Вадим Самойлов. — Константин Савин прислал письмо на ящик „Агаты Кристи“ и то, что я услышал, меня, скажем так, потрясло. Потому что это не было просто попсовым переложением, а это серьёзная симфоническая работа! У него мышление классического композитора. На основе наших песен, он начинает их разрабатывать, как-то импровизировать, склеивать друг с другом, получается очень здорово. Полномасштабное симфоническое произведение, примерно на 10-15 минут. Законченный полностью номер. Очень красивый!».
Также композитор известен поклонникам этой группы по переложениям песен гр. «Агаты Кристи» для симфонического оркестра (например, песни «Декаданс» и «Вива, Кальман», которые также были исполнены оркестром «Глобалис» на «Нашествии») и ещё некоторым произведениям, которые были использованы в биографическом фильме «Эпилог», в котором описывается история группы «Агата Кристи». Музыка из «Симфонической сюиты» используется на официальном сайте группы в качестве фонового сопровождения.